# Калмар (Айова)
Калмар (англ. Calmar) — місто (англ. city) в США, в окрузі Віннешік штату Айова. Населення — 1125 осіб (2020).

## Географія
Калмар розташований за координатами 43°10′50″ пн. ш. 91°52′4″ зх. д. / 43.18056° пн. ш. 91.86778° зх. д. (43.180563, -91.867751).  За даними Бюро перепису населення США в 2010 році місто мало площу 2,78 км², уся площа — суходіл.

## Демографія
Згідно з переписом 2010 року, у місті мешкало 978 осіб у 444 домогосподарствах у складі 252 родин. Густота населення становила 352 особи/км².  Було 492 помешкання (177/км²).
Расовий склад населення:
| - 98,0 % — білих - 0,3 % — чорних або афроамериканців - 0,1 % — азіатів |

До двох чи більше рас належало 1,0 %. Частка іспаномовних становила 2,0 % від усіх жителів.
За віковим діапазоном населення розподілялося таким чином: 21,5 % — особи молодші 18 років, 65,3 % — особи у віці 18—64 років, 13,2 % — особи у віці 65 років та старші. Медіана віку мешканця становила 34,9 року. На 100 осіб жіночої статі у місті припадало 107,2 чоловіків;  на 100 жінок у віці від 18 років та старших — 105,3 чоловіків також старших 18 років.
Середній дохід на одне домашнє господарство  становив 49 964 долари США (медіана — 44 297), а середній дохід на одну сім'ю — 56 823 долари (медіана — 50 859). Медіана доходів становила 34 881 долар для чоловіків та 27 857 доларів для жінок. За межею бідності перебувало 13,5 % осіб, у тому числі 17,1 % дітей у віці до 18 років та 2,5 % осіб у віці 65 років та старших.
Цивільне працевлаштоване населення становило 635 осіб. Основні галузі зайнятості: освіта, охорона здоров'я та соціальна допомога — 26,3 %, виробництво — 23,5 %, будівництво — 12,6 %, роздрібна торгівля — 9,3 %.